# Henry Comstock
Henry Tompkins (o Thomas) Paige Comstock (1820-1870) fue un minero estadounidense que dio nombre a la veta Comstock en Virginia City (Nevada), la mina de plata más rica de la historia de Estados Unidos.

## Semblanza
Comstock nació en Trenton (Ontario), hijo de Noah Bird Comstock y de Catherine Tompkins. Pudo haber trabajado como trampero y como pastor de ovejas. Más tarde, trabajó como topógrafo y minero, tanto de manera independiente como para una gran empresa minera, pero nunca pudo lograr una gran fortuna. Llegó a conocer la enorme veta de plata que lleva su nombre, pero vendió sus derechos previamente y no se benefició del descubrimiento.
Varios libros de historia lo describen como un "charlatán", un "minero analfabeto", y un "hombre de lengua rápida". Fue conocido por sus contemporáneos como "Old Pancake" ("Vieja Galleta"), porque nunca se molestaba en hornearse el pan.
Se suicidó con su propia pistola el 27 de septiembre de 1870 cerca de Bozeman (Montana) y está enterrado en el cementerio de Sunset Hills en Bozeman.